# Čini Policijskega varnostnega zbora
Čini Policijskega varnostnega zbora.

## Moštvo
- Policijski pripravnik
- Stražar - vojak
- Podstražmojster
- Stražmojster
- Višji stražmojster
- Glavni stražmojster

## Častniki
- Praporščak
- Poročnik
- Nadporočnik
- Stotnik

## Višji častniki
- Major
- Podpolkovnik
- Polkovnik